# El pirata Garrapata
El pirata Garrapata es el título de una serie de diecisiete libros infantiles y del personaje ficticio del mismo nombre que los protagoniza; publicados entre 1982 y 2021 por el escritor español Juan Muñoz Martín (1929-2023).
El primer libro posee el mismo título de la serie, El pirata Garrapata.

## Argumento
En el siglo XVIII el pirata Garrapata es el terror de Londres, hasta que un día conoce a lord Chaparrete, jefe de policía de la ciudad, y este le propone capitanear un barco llamado Salmonete para dedicarse ambos a la vida pirata. Después de un accidentado comienzo, Garrapata se verá envuelto en un lance junto con Floripondia, la hija del almirante Pescadilla, y su destino cambiará por completo. Junto con una variopinta tripulación, vivirá mil aventuras a lo largo y ancho del globo para rescatar a Floripondia de manos de sus enemigos.

## Personajes
- Pirata Garrapata: un pirata orondo y narigudo, dotado de un garfio, una pata de palo y un ojo de vidrio, que protagoniza la historia. Aunque a primera vista podría parecer un sujeto pendenciero, sin escrúpulos y de gatillo fácil, en realidad es honorable y de gran corazón. A pesar de su oficio, no sabe nadar, ni tampoco se le da bien robar, aunque suple estas habilidades con un gran ingenio y capacidad de mando. Comanda varios barcos a lo largo de la saga, los cuales son bautizados todos como Salmonete.
- Lord Chaparrete: contramaestre de Garrapata y antiguo jefe de policía de Londres. Destaca por su larga nariz, aún mayor que la de Garrapata, la cual puede usar como arma llegado el caso. Es de complexión alta y huesuda, lo que le hace ir embozado hasta los ojos para ocultar su aspecto.
- Carafoca: segundo de a bordo y mejor amigo de Garrapata, es un hombrecillo chato y con bigote, no demasiado valiente pero muy leal. Vivió junto a Garrapata en una alcantarilla de Londres y le servía de comparsa en reyertas fingidas para sustentar su reputación como camorrista. A lo largo de las aventuras, Carafoca tiende a caer en peligros absurdos y salir airoso por poco.
- Chulín el Chino: un cocinero chino, antiguo dueño de la taberna preferida de Garrapata en Londres, el cual fue reclutado a la fuerza para servir en la tripulación (probablemente en referencia a la práctica histórica del shanghaiing). Es pequeño pero voluntarioso, y siempre luce coleta y kimono japonés. Al igual que Carafoca, suele ser víctima de peligros y sucesos graciosos.
- Lechuguino: teniente y sobrino de Garrapata.
- Dr. Cuchareta: el médico de a bordo, un hombre de talante sensato, trajeado y con poco pelo. Sus impresionantes conocimientos de medicina, combinados con sus singulares métodos quirúrgicos, libran a la tripulación de toda clase de lesiones. También es diestro con las armas, especialmente su maletín, que utiliza como objeto contundente.
- Tijereta: sastre de a bordo.
- Tocinete: un marinero bajo y sonrosado de aspecto porcino.
- Calabacín: otro marinero.
- Lechuza Flaca: otro marinero, escocés de nacimiento y sombrío y pesimista de reputación. Los demás le consideran un gafe, ya que sus torvas previsiones tienden a cumplirse con exactitud.
- Cebollino: otro tripulante, un hombre muy perspicaz e instruido en las ciencias del mar.
- El Pulpo: un pulpo de gran tamaño con la facultad de hablar y sobrevivir fuera del agua. Es descrito con un número variable de tentáculos, pero siempre superior al natural de su especie. Acompaña a Garrapata como un tripulante más y presta útiles servicios gracias a sus características físicas.
- Pascasio: un orangután inteligente y hablador, aunque bastante estoico, que disfruta leyendo a Schopenhauer y Cervantes. A diferencia de los simios de su especie, tiene cola y vivía en África, donde se incorporó a la tripulación por voluntad propia después de protagonizar una curiosa confusión con Chaparrete.
- La Armadura: un autómata con forma de armadura, dotada de vida y personalidad propias, pero cuya cuerda necesita ser renovada con una llave cada cierto tiempo. Su cuerpo es muy resistente, y ni siquiera los pocos ataques que atraviesan su coraza pueden incapacitarla de forma duradera. Antes de servir en la tripulación perteneció a un malvado cocinero llamado Mustafá, que la compró en El Cairo para servirle de secuaz.
- Floripondia: la amada de Garrapata, una doncella rubia y de ojos verdes que protagoniza innumerables secuestros y obliga a Garrapata a realizar otros tantos rescates. Es hija del almirante Pescadilla.
- Miss Laurenciana: el aya de Floripondia. Se trata de una mujer cuarentona, seca y remilgada, pero con mucha personalidad y habilidad con el paraguas. Siempre mira por el bien de su protegida.
- Lord Pistolete: el villano de la historia. Era prometido de Floripondia antes de que ésta se enamorase de Garrapata, y aun después de perder el favor de su padre decidió aliarse con Comadreja y secuestrarla para llevar a cabo su casamiento a la fuerza. Se trata de un joven apuesto y rubio, aunque de pocas luces y aún menos redaños morales.
- Comadreja: el segundo villano de la historia. Inicialmente se trataba de uno de tantos marineros secuestrados por Garrapata para su tripulación, pero se rebeló contra él cuando el capitán le azotó por demandar una comida mejor en el barco. Al no tener éxito su motín, se alió con Pistolete y ambos secuestraron a Floripondia, dando pie al primero de los viajes de Garrapata a fin de rescatarla.
- Almirante Pescadilla: almirante de la Marina Real Británica y padre de Floripondia. Es un hombre afable y menudo, con gafas gruesas y una profunda miopía. A pesar de su antagonismo inicial hacia Garrapata, lo acepta como un héroe tras su valiente participación en la batalla de Jamaica contra los franceses.
- Mustafá: un antagonista del primer libro. Se trataba del cocinero del barco Pepinillo, a cuya tripulación envenenó y convirtió en fantasmas en el Mar de los Sargazos. Posee conocimientos mágicos y fue el primer amo de la Armadura.
- La Ballena: un miembro temporal de la tripulación durante su periplo por África. La pescaron en el Océano Índico y decidieron llevarla con ellos por tierra (inicialmente sin razón aparente, aunque después para usarla como fortín portátil y balsa).
- Philis Morris: el cónsul británico de Zanzíbar, el cual asiste a Garrapata y los suyos en el inicio de su viaje por el continente negro.
- El Autor: personificación del propio Juan Muñoz Martín, la cual aparece en la taberna del Sapo en Londres escribiendo la historia según sucede. Los personajes interactúan con él por medio de ocasionales rupturas de la cuarta pared al principio o al final de las entregas de la saga, por lo general animándole a continuar la historia.

## Libros de la colección del pirata Garrapata
1. El pirata Garrapata (1982, SM)
2. El pirata Garrapata en África (1988, SM)
3. El pirata Garrapata en tierras de Cleopatra (1989, SM)
4. El pirata Garrapata llega a pie al templo de Abu Simbel (1989, SM)
5. El pirata Garrapata es faraón en tiempos de Tutankamón (1990, SM)
6. El pirata Garrapata en China (1991, SM)
7. El pirata Garrapata en Pekín y el mandarín Chamuskín (1991, SM)
8. El pirata Garrapata en la ciudad prohibida de Pekín casi pierde el peluquín (1994, SM)
9. El pirata Garrapata en la India (2002, SM)
10. El pirata Garrapata en Japón (2004, SM)
11. El pirata Garrapata en los países subterráneos (2006, SM)
12. El pirata Garrapata en Roma (2007, SM)
13. El pirata Garrapata en la Luna (2007, SM)
14. El pirata Garrapata en el Museo del Prado (2008, SM)
15. El pirata Garrapata en América (2008, SM)
16. El pirata Garrapata en Chichén Itzá (2009, SM)
17. El pirata Garrapata en Marte (2021, SM)[1]